# Верестников Владислав Аркадійович
Верестников Владислав Аркадійович (4 січня 1947, Харків — 21 вересня 2024, Москва) — оперний співак (баритон). Народний артист Росіїйської Федерації (1994). Чоловік співачки Людмили Сергієнко.

## Біографія
У 1969 році закінчив Харківський інститут радіоелектроніки.
У 1976 році закінчив вокальне відділення Харківського інституту мистецтв (класи сольного співу Т. Я. Веске і концертно-камерного співу І. М. Полян).
У 1975—1977 роках виступав в оперній трупі Харківського театру опери та балету.
У 1977 році був прийнятий в стажерську групу, а на наступний рік увійшов в основну трупу Большого театру. Його наставниками були П. М. Норцов і П. Г. Лисиціан. Виконав понад 30 партій в операх російських і зарубіжних композиторів. Гастролював у США, Японії, Італії, Франції, Данії, Голландії, Німеччини, Греції, Туреччини, на Кіпрі.